# Wolfseinde (televisieserie)
Wolfseinde is een 26-delige regiosoap van Omroep Brabant. Sinds december 2008 wordt wekelijks een aflevering van 23 minuten uitgezonden. Hoewel het een televisieserie van een regionale omroep betreft, bestaat de cast uit acteurs en actrices die grotendeels eerder te zien waren in landelijk uitgezonden soaps en televisieseries. De bedenksters Barbara Jurgens en Patricia van Mierlo waren eerder betrokken bij onder meer Fort Alpha en Keyzer & De Boer Advocaten.
In juni 2009 werd bekend dat een tweede serie zou worden gemaakt. Deze werd vanaf 7 maart 2010 uitgezonden. De cast werd uitgebreid met onder anderen Guido Weijers, Chris Tates en Patrick Martens. Tates speelt in het tweede seizoen van Wolfseinde de nieuwe knappe dokter Benjamin, bij wie alle vrouwen uit het dorp meteen op het spreekuur komen. Guido Weijers speelde de extraverte homoseksueel London, een fotograaf die een modereportage maakt met Matt Kersjes (Mike Weerts). Patrick Martens speelde zijn vriend, de hippe nicht Guy, die Lize ging meehelpen in Café Zaal/Sport en de kroeg onder handen nam.

## Productie
Wolfseinde werd geproduceerd door Fu Works en IDTV-film. De serie werd opgenomen in de gemeente Geertruidenberg, vooral in Raamsdonk. Ook andere locaties als kasteel Bouvigne te Breda werden als opnamelocatie gebruikt.

## Verhaal

### Seizoen 1
De gescheiden Monique van Someren (Tanja Jess) verhuist samen met haar tienerdochter Kim (Jennifer Welts) naar 'Wolfseinde', waarmee ze terugkeert naar haar Brabantse afkomst. Ze wordt er burgemeester van Wolfseinde, een dubbelgemeente die is ontstaan na een fusie tussen de gelijknamige plaats en 'Rooijdonk'. Terwijl de bevolkingen van de beide plaatsen al met elkaar overhoop liggen, wordt in het kanaal dat de twee voormalig autonome dorpen scheidt een lijk gevonden. De getrouwde Turkse rechercheur Kadir Gharsallah (Cahit Ölmez) komt de zaak onderzoeken, waarna Van Someren verliefd op hem wordt. Dochter Kim laat op haar beurt haar oog vallen op Matt Kersjes (Mike Weerts), een bewoner van het lokale woonwagenkamp.

## Rolverdeling

### Seizoen 1
- Tanja Jess - Monique van Someren
- Jennifer Welts - Kim Donkers
- Cahit Ölmez - Kadir Gharsallah
- Guus Dam - Ad de Beer
- Petra Kagchelland - Roos Verstappe
- Ad van Kempen - Rinus Swart
- Daan van Dijsseldonk - Koosje Swart
- Guido Pollemans - Zepp Swart
- Helen Juurlink - Zus Swart
- Rixt Leddy - Yolande Hamecourt
- Paul Hoes - Baron Carel van Boeyen-Biezelingh
- Marlous Dirks - Lize Voogels
- Ronald van Elderen - Twan Voogels
- Mike Weerts - Matt Kersjes
- Josine van Dalsum -  't vrouwke van 't kapelleke
- Dries Smits - Pastoor Gregorius
- Wouter Brouwers - Denny/Dicky Lesniak
- Marianne Hielkema - Ellie de Beer
- Meeuw Roovers - Jelle de Beer
- Christel de Laat - Ma Kersjes
- Sjoerd de Bont - Jon Kersjes
- Anouk van Hoof - Mila Kersjes
- Frank Jacquot - Skinhead Jack

### Seizoen 2
- Tanja Jess - Monique van Someren
- Jennifer Welts - Kim Donkers
- Guus Dam - Ad de Beer
- Guido Pollemans - Zepp Swart
- Ad van Kempen - Rinus Swart
- Helen Juurlink - Zus Swart
- Niels Jacobs - Koosje Swart
- Marlous Dirks - Lize Donkers
- Rixt Leddy - Yolande Hamecourt
- Mike Weerts - Matt Kersjes
- Sjoerd de Bont - Jon Kersjes
- Anouk van Hoof - Mila Kersjes
- Christel de Laat - Ma Kersjes
- Patrick Martens - Guy Farese
- Chris Tates - Benjamin van Schooten
- Lisa Morrell - Linda van Schooten
- Joost Winterwerp - Nicky Brons

## Gastrollen
In het tweede seizoen hebben een aantal, vooral Brabantse, bekende Nederlanders ook een gastrol gekregen in de serie. Een aantal gastrollen zijn:
- Guido Weijers - London
- Johan Vlemmix - Agent
- Colette Notenboom - Elsa de Cauwelaere
- Mireille Verhoeven - Joke ten Berg
- Rob van Gestel - Bob Mertens
- Jacques Offenbach - Maanman
- Frank Jacquot - Skinhead Jack
- Merlijn Passier - Gladjakker

## Regisseurs
- Ger Poppelaars
- Ruut van der Beele
- Merlijn Passier
- Aram van de Rest

### Opnameleiding
- Aram van de Rest